# Ernst Hein
Ernst Hein (* 17. Juli 1887 in Niemce; † 4. August 1950 in Heidelberg) war ein deutscher Verwaltungsjurist, Kommunalbeamter und nationalsozialistischer Politiker.

## Leben

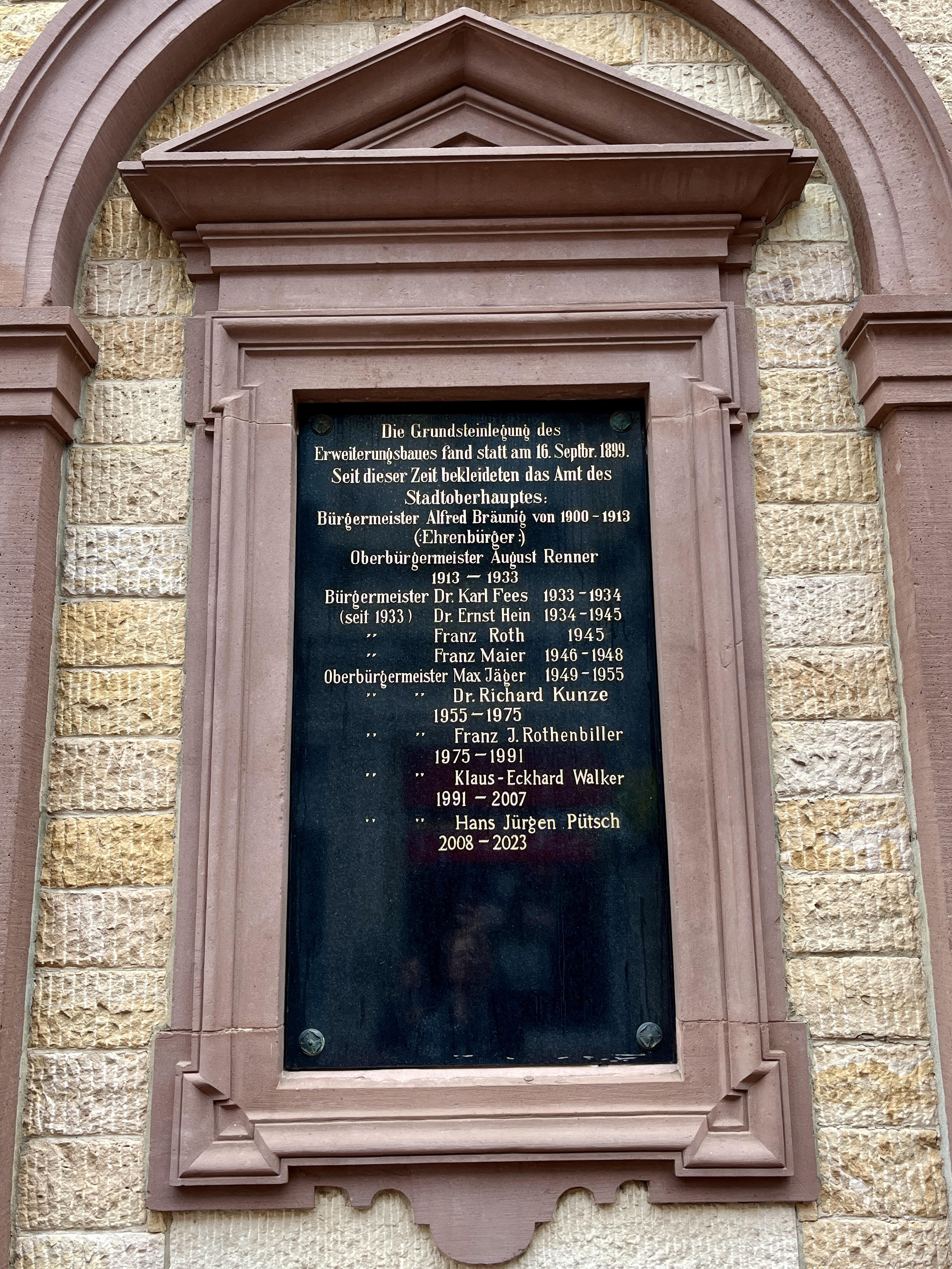
Erinnerungs-Tafel mit den Namen früherer Bürgermeister am Rathaus Rastatt

Ernst Hein besuchte eine katholische Oberrealschule. Nach dem Abitur studierte er an der Ludwig-Maximilians-Universität München, der Friedrich-Wilhelms-Universität zu Berlin und der Julius-Maximilians-Universität Würzburg Rechtswissenschaft und Volkswirtschaft. Er wurde im Corps Normannia Berlin (1909) und im Corps Nassovia Würzburg (1911) aktiv. Zuletzt an der Christian-Albrechts-Universität zu Kiel, nahm er 1914–1918 am Ersten Weltkrieg teil.
Danach meldete er sich zum Grenzschutz Schlesien. 1919 wurde er in Würzburg zum Dr. iur. et rer. pol. promoviert. Da er am Kapp-Putsch teilgenommen hatte, wurde er aus der Reichswehr entlassen.
Von Herbst 1920 bis Juni 1922 war er Personalreferent bei der Donnersmarckhütte AG in Hindenburg. Anschließend war er zehn Jahre Syndikus und Prokurist bei der Daimler-Benz AG in Mannheim.
Er trat zum 1. Mai 1932 in die NSDAP (Mitgliedsnummer 1.140.563) und am 1. Juni 1933 in die SS ein. Vom 4. Mai 1933 bis Oktober 1934 wurde er für den aufgrund der Machtergreifung der Nationalsozialisten geschassten Edmund Kaufmann Bürgermeister von Singen (Hohentwiel) und stellt damit die erste nationalsozialistische Stadtverwaltung. Aufgrund von anhaltenden Auseinandersetzungen u. a. zum Standort des Marktplatzes musste er den Posten räumen und war vom 1. November 1934 bis September 1939 Bürgermeister bzw. Oberbürgermeister von Rastatt. Nach dem Überfall auf Polen war er bis zum 5. Oktober 1940 Stadtkommissar in Nowy Sącz, anschließend bis zum 31. März 1942 Stadtkommissar in Tarnów. In dieser Funktion unterstützte er im Februar 1942 ein Team von „Forschern“, welche Gefangene im Ghetto Tarnów untersuchten. Ab 1. April 1942 war er Stadthauptmann in Radom.
Vom 18. Mai 1946 bis zum 24. Mai 1947 war er interniert. Im Spruchkammerverfahren wurde er am 29. April 1948 als Mitläufer eingestuft.